# Jerome Biblical Commentary

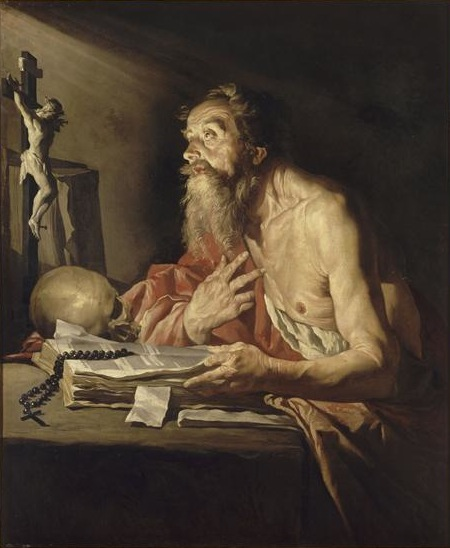
Dipinto di san Girolamo. Museo di Belle Arti. Nantes.

The Jerome Biblical Commentary  (JBC) è un saggio di esegesi in lingua inglese, pubblicato per la prima volta nel 1968 negli Stati Uniti. Il nome si riferisce a san Girolamo, autore della Vulgata e di un articolato commento della Sacra Scrittura.

## Prima edizione
La prima edizione del commentario fu pubblicata nel 1968 con il nome di Jerome Biblical Commentary ad opera degli esegeti Raymond Edward Brown, Joseph Fitzmyer e Roland Murphy per la casa editrice Prentice-Hall. Partito da una tiratura di 200 000 copie per la prima edizione, è divenuto uno dei commentari più diffuso negli Stati Uniti, tradotto in lingua spagnola, portoghese e italiana.
Una versione italiana del commentario è stata pubblicata nel 1973 con il nome di Grande Commentario Biblico dalla casa editrice Queriniana.

## Seconda edizione
Nel 1990 fu data alle stampe dalla stessa casa editrice una nuova edizione riveduta e aggiornata ad opera degli stessi esegeti con il come di New Jerome Biblical Commentary (NJBC), che il cardinale Carlo Maria Martini commentò con le seguenti parole: 
(Carlo Maria Martini, prefazione del Jerome Biblical Commentary, 1990)
Il Jerome Biblical Commentary contiene un commento verso per verso, un'introduzione ai singoli libri e ad alcuni insiemi di capitoli, corredata dalla seguente serie di articoli tematici: 
- Apocrypha; Dead Sea Scrolls; Other Jewish Literature – Raymond E. Brown, S.S., Pheme Perkins, Anthony Saldarini
- Text and Versions – Raymond E. Brown, S.S., D. W. Johnson, S.J., Kevin G. O'Connell, S.J.
- Modern Old Testament Criticism – Alexa Suelzer, S.P.,  John S. Kselman, S.S.
- Modern New Testament Criticism – John S. Kselman, S.S., Ronald D. Witherup, S.S.
- Hermeneutics – Raymond E. Brown, S.S., Sandra M. Schneiders, I.H.M.
- Church Pronouncements – Raymond E. Brown S.S., Thomas Aquinas Collins, OP.
- Biblical Geography – Raymond E. Brown, S.S., Robert North, S.J.
- Biblical Archaeology – Robert North, S.J., Philip J. King
- A History of Israel – Addison G. Wright, S.S., Roland E. Murphy, O.Carm., Joseph A. Fitzmy er, S.J.
- Religious Institutions Of Israel – John J. Castelot, Aelred Cody, O.S.B.
- Aspects of Old Testament Thought – John L. McKenzie
- Jesus – John P. Meier
- Paul – Joseph A. Fitzmyer, S.J.
- Early Church – Raymond E. Brown, S.S., Carolyn Osiek, R.S.C.J., Pheme Perkins
- Aspects of New Testament Thought – Raymond E. Brown, S.S., John R. Donahue, S.J., Donald Senior, C.P., Adela Yarbro Collins
- Pauline Theology – Joseph A. Fitzmyer, S.J.
- Johannine Theology – Francis J. Moloney, S.D.B.

Un'edizione italiana del commentario è stata pubblicata nel 2002 con il nome di Nuovo Grande Commentario Biblico dalla casa editrice Queriniana.

## Terza edizione
Una terza edizione riveduta dell'opera è stata pubblicata il 27 gennaio 2022 dalla casa editrice Bloomsbury Publishing con il nome di The Jerome Biblical Commentary for the Twenty-First Century a cura dei biblisti cattolici John J. Collins, Gina Hens-Piazza, Barbara E. Reid e Donald Senior, che coordinano il lavoro di oltre novanta colleghi di tutto il mondo.
La pubblicazione del volume è stata accolta positivamente da Papa Francesco, il quale ha anche scritto la prefazione dell'opera.
Per marzo 2025 è annunciata la versione italiana di questa terza edizione, sempre per i tipi di Queriniana, con il titolo Commentario biblico per il XXI secolo.

## Edizioni
- Brown, Raymond Edward, Fitzmyer, Joseph A. e Murphy, Roland E. (a cura di), The Jerome Biblical Commentary (2 volumes), Englewood Cliffs, N.J., Prentice-Hall, 1968, LCCN 68009140, OCLC 355447.
- Raymond Edward Brown, Joseph A. Fitzmyer e Roland E Murphy (a cura di), The New Jerome Biblical Commentary, Englewood Cliffs, N.J., Prentice-Hall, 1990, ISBN 978-0-13-614934-7.
- Raymond Edward Brown, Joseph A. Fitzmyer e Roland E Murphy (a cura di), Novo Comentário Bíblico São Jerônimo, São Paulo, Paulus, 2007, ISBN 978-85-98481-19-7.
- John J. Collins, Gina Hens-Piazza e Donald Senior (a cura di), The Jerome Biblical Commentary for the Twenty-First Century, Bloomsbury Publishing, 2022,